# Уле
Уле (нід. Oele) — село в нідерландській провінції Оверейсел. Входить до муніципалітету Генгело.
Його площа становить 9,24 км², а населення станом на 2021 рік складало 265 осіб.

## Галерея

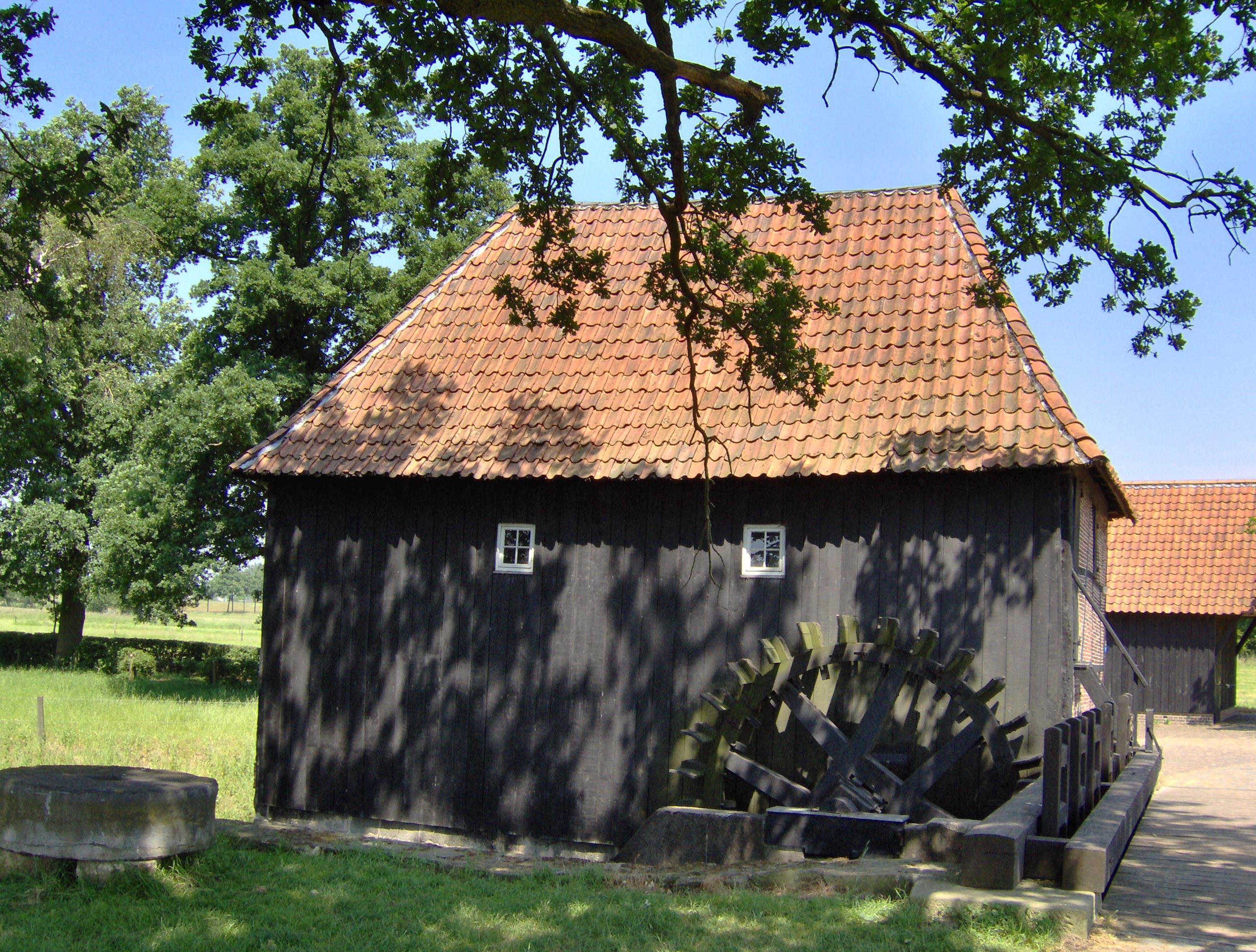
Водяний млин
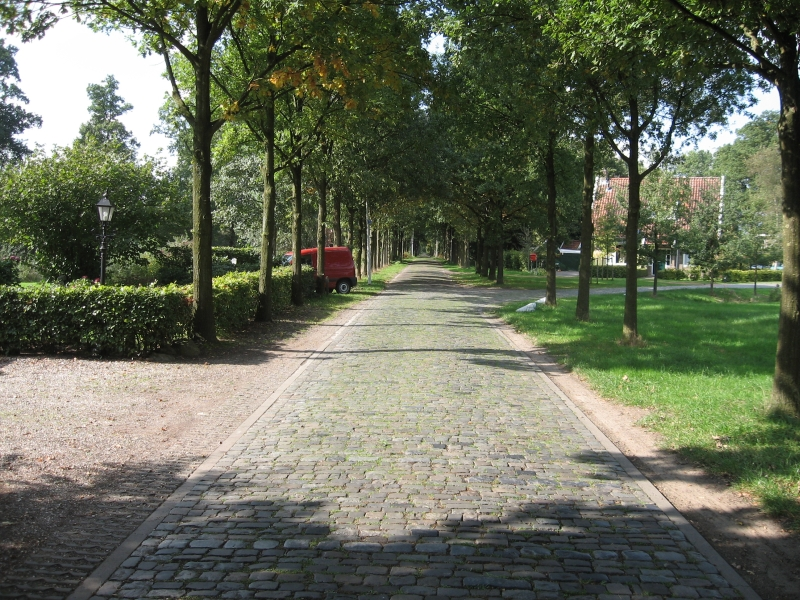
Вулична панорама
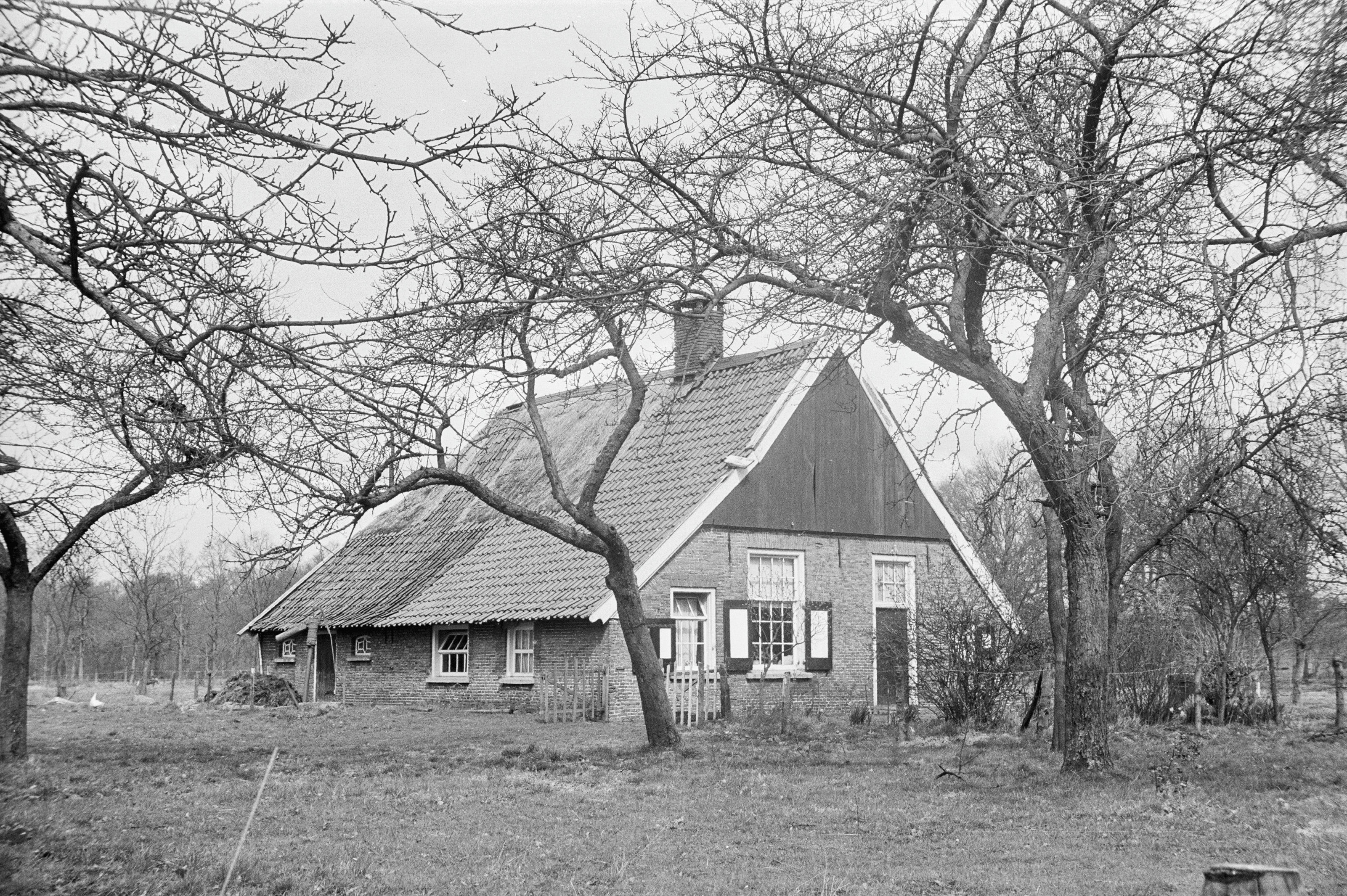
Ферма у селі